# Новокуйбишевська ТЕЦ-2
Новокуйбишевська ТЕЦ-2 — теплова електростанція у Самарській області Росії.
Поява у Новокуйбишевську другої ТЕЦ була викликана розвитком нафтопереробного заводу та доповненням його нафтохімічним комплексом — Куйбишевським заводом синтетичних спиртів (піролізна установка, виробництва етанолу та фенолу) і Новокуйбишевським нафтохімічним комбінатом (установка фракціонування зріджених вуглеводневих газів, установка дегідрогенізації, виробництва бутадієну та каучуків). В 1962—1972 роках на майданчику ТЕЦ ввели в дію дванадцять парових котлів виробництва Таганрозького котельного заводу типу ТГМ-84 продуктивністю по 420 тонн пари на годину. Вироблена ними пара живила десять парових турбін:
- дві введені в 1962 та 1963 роках турбіни Ленінградського металічного заводу типу ПТ-50-130/13 потужністю по 50 МВт (станційні номери 1 та 2);
- три від Уральського турбінного заводу типу Р-50-130 потужністю по 50 МВт (номери 3, 4 та 6);
- дві введені в 1965 та 1967 роках турбіни Ленінградського металічного заводу типу ПТ-60-130/13 потужністю по 60 МВт (номери 5 та 7);
- одна запущена в 1968-му турбіна виробництва Уральського турбінного заводу типу Т-50-130 потужністю 50 МВт (номер 8);
- дві від Уральського турбінного заводу типу Р-100-130 потужністю по 100 МВт.

Таким чином, загальна потужність ТЕЦ досягнула 620 МВт.
В 2002-му одну з турбін типу Р-50-130, яка до того близько десяти років перебувала на консервації, перемістили на Самарську ТЕЦ. Також в якийсь момент були виведені з експлуатації турбіни типу Р-100-130 та котли № 2, № 9 — № 12. Як наслідок, станом  на кінець 2022-го потужність станції зменшилась до 340 МВт при тепловій потужності у 867 Гкал/год.
Як паливо станція споживає природний газ, що може надходити в район Самари по трубопроводах Оренбург – Самара, Похвістнєво – Самара та Мокроус — Самара. При цьому є відомості, що головним паливом природний газ став лише у першій половині 1990-х років. 
Для видалення продуктів згоряння призначені три труби — дві заввишки по 180 метрів та одна висотою 120 метрів.
Видача продукції відбувається по ЛЕП, що працюють під напругою 110 кВ та 35 кВ.